# شاهدخت آن
آن، شاهدخت سلطنتی (به انگلیسی: Anne, Princess Royal) (آن الیزابت آلیس لوئیز؛ زاده ۱۵ اوت ۱۹۵۰) تنها دختر ملکه الیزابت دوم و شاهزاده فیلیپ، دوک ادینبرا می‌باشد. همسر اول او سروان مارک فیلیپس بود. حاصل ازدواج آن‌ها پسری به نام پیتر فیلیپس و دختری به نام زارا تیندال است. شاهدخت آن در حال حاضر پنج نوه دارد. ساوانا و آیلا دختران پیتر، و مایا، لِنا و لوکاس فرزندان زارا هستند. آن در سال ۱۹۹۲ از مارک جدا شد و با تیموتی لارنس ازدواج کرد.
او هم‌اکنون رئیس دانشگاه لندن و کالج دانشگاهی لندن است. او از حیث چهره و ظاهر بسیار شبیه به مادرش ملکه الیزابت دوم است و حتی مانند و به رنگ او لباس می پوشد. او همچنين نفر شانزدهم در لیست سلطنت بریتانیا و ۱۴ قلمروی مشترک المنافع می باشد.

## زادروز و کودکی
آن در شهر وست مینستر متولد شد. وی دومین فرزند و تنها دختر ملکه الیزابت و شاهزاده فیلیپ و دومین نوهٔ جرج ششم و الیزابت، ملکه مادر است. او دوران کودکی را با والدینش در کاخ باکینگهام سپری نمود و در مدرسهٔ سلطنتی تحصیل نمود. وی چند سال پس از اتمام دوران تحصیلی خود ازدواج کرد.

## ازدواج نخست

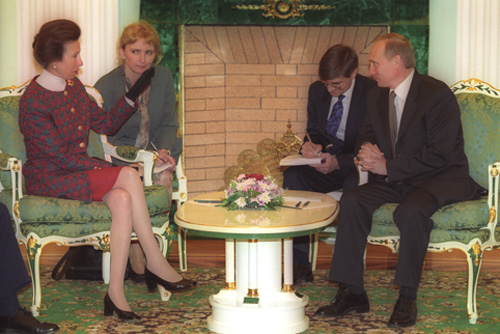
شاهدخت سلطنتی به همراه ولادیمیر پوتین در سال ۲۰۰۰ میلادی

در چهارشنبه ۱۴ نوامبر۱۹۷۳ شاهدخت آن با مارک فیلیپس در کلیسای وست‌مینستر ازدواج کرد. جشن ازدواج آن‌ها نزدیک به صد میلیون نفر بیننده داشت اما این ازدواج پایان خوشی نداشت و آنها در ۲۳ آوریل ۱۹۹۲ از هم جدا شدند. آنها دو فرزند به نامهای پیتر فیلیپس و زارا فیلیپس دارند که به عنوان فرزندان یک شاهدخت و نوهٔ دختری ملکه هیچ لقبی ندارند. (البته زارا دارای رتبه امپراتوری بریتانیا و عضو مجلس اعیان بریتانیا است و پیتر هم در بانک سلطنتی اسکاتلند کار می‌کند). پیتر در سال ۲۰۰۸ با آتم کلی ازدواج کرد و در دسامبر ۲۰۱۰ صاحب یک دختر به نام ساوانا و در مارس ۲۰۱۲ صاحب دختر دیگری به نام آیلا شد که نوه‌های شاهدخت آن هستند. زارا هم در اوت ۲۰۱۱ با ورزشکار مایک تیندال ازدواج کرد و در ژانویهٔ ۲۰۱۴ صاحب دختری به نام مایا و در ژوئن ۲۰۱۸ صاحب دختری دیگر به نام لِنا شد. زارا در مارس ۲۰۲۱ پسری به نام لوکاس به دنیا آورد.

## ازدواج دوم

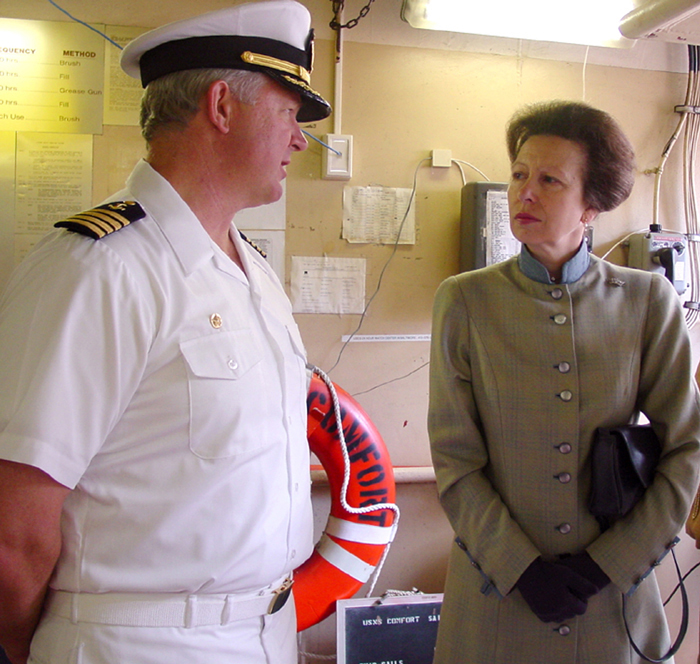
شاهدخت آن در حال بازدید از ناوگان دریایی بریتانیا در ژوئیه ۲۰۰۲

شاهدخت آن بعد از جدایی از شوهر اولش در همان سال ازدواج دوم خود را انجام داد. وی در دسامبر آن سال با تیموتی لورنس ازدواج کرد. قبل از ازدواج این زوج تصمیم گرفته بودند که در اسکاتلند جشن خود را برگزار کنند و بدین ترتیب بعد از این ازدواج، شاهدخت ان دومین زن طلاق گرفتهٔ خاندان سلطنتی بعد از ویکتوریا، دوشس بزرگ هس شد. بعد از ازدواج، آنها در لندن و نزدیک کاخ باکینگهام زندگی می‌کنند. شاهدخت آن هیچ فرزندی از شوهر دومش تیموتی ندارد.

## کارها
به عنوان شاهدخت سلطنتی، آن بازدیدهای مختلفی از مراکز عمومی، بیمارستان‌ها و… به عمل می‌آورد. شاهدخت آن فعالیت‌های خود را از زمان اتمام تحصیلاتش آغاز نمود. وی چند بار در سال با خاندان سلطنتی یا به تنهایی سفرهای مختلفی به نقاط گوناگون پادشاهی متحده انجام می‌دهد. همچنین وی همانند دیگر افراد خانوادهٔ سلطنتی بسیاری از القاب دولتی را با سفرهای خود به دست می‌آورد. او فعال‌ترین عضو خاندان سلطنتی است.

## نام‌ها، لقب‌ها و نشان‌ها

نشان آن، شاهدخت پادشاهی

- ۱۵ اوت ۱۹۵۰ — ۶ فوریه ۱۹۵۲: والاحضرتِ همایونی شاهدخت آن ادینبرا
- ۶ فوریه ۱۹۵۲ — ۱۴ نوامبر ۱۹۷۳: والاحضرتِ همایونی شاهدخت آن
- ۱۴ نوامبر ۱۹۷۳ — ۱۳ ژوئن ۱۹۸۷: والاحضرتِ همایونی شاهدخت آن، خانمِ مارک فیلیپس
- ۱۳ ژوئن ۱۹۸۷ — : والاحضرتِ همایونی شاهدخت سلطنتی